# Pontgouin
Pontgouin is een gemeente in het Franse departement Eure-et-Loir (regio Centre-Val de Loire). De plaats maakt deel uit van het arrondissement Chartres. Pontgouin telde op 1 januari 2022 1.117 inwoners.

## Geografie
De oppervlakte van Pontgouin bedroeg op 1 januari 2022 25,16 vierkante kilometer; de bevolkingsdichtheid was toen 44,4 inwoners per km².
De onderstaande kaart toont de ligging van Pontgouin met de belangrijkste infrastructuur en aangrenzende gemeenten.

## Verkeer en vervoer
In de gemeente ligt de spoorweghalte Pontgouin.

## Demografie
Onderstaande figuur toont het verloop van het inwonertal (bron: INSEE-tellingen).